# John Ruthroff
John Ruthroff (...) è un astronomo statunitense.
Il Minor Planet Center gli accredita la scoperta dell'asteroide 45073 Doyanrose effettuata il 9 dicembre 1999.